# Liktorerna hemför till Brutus hans söners lik

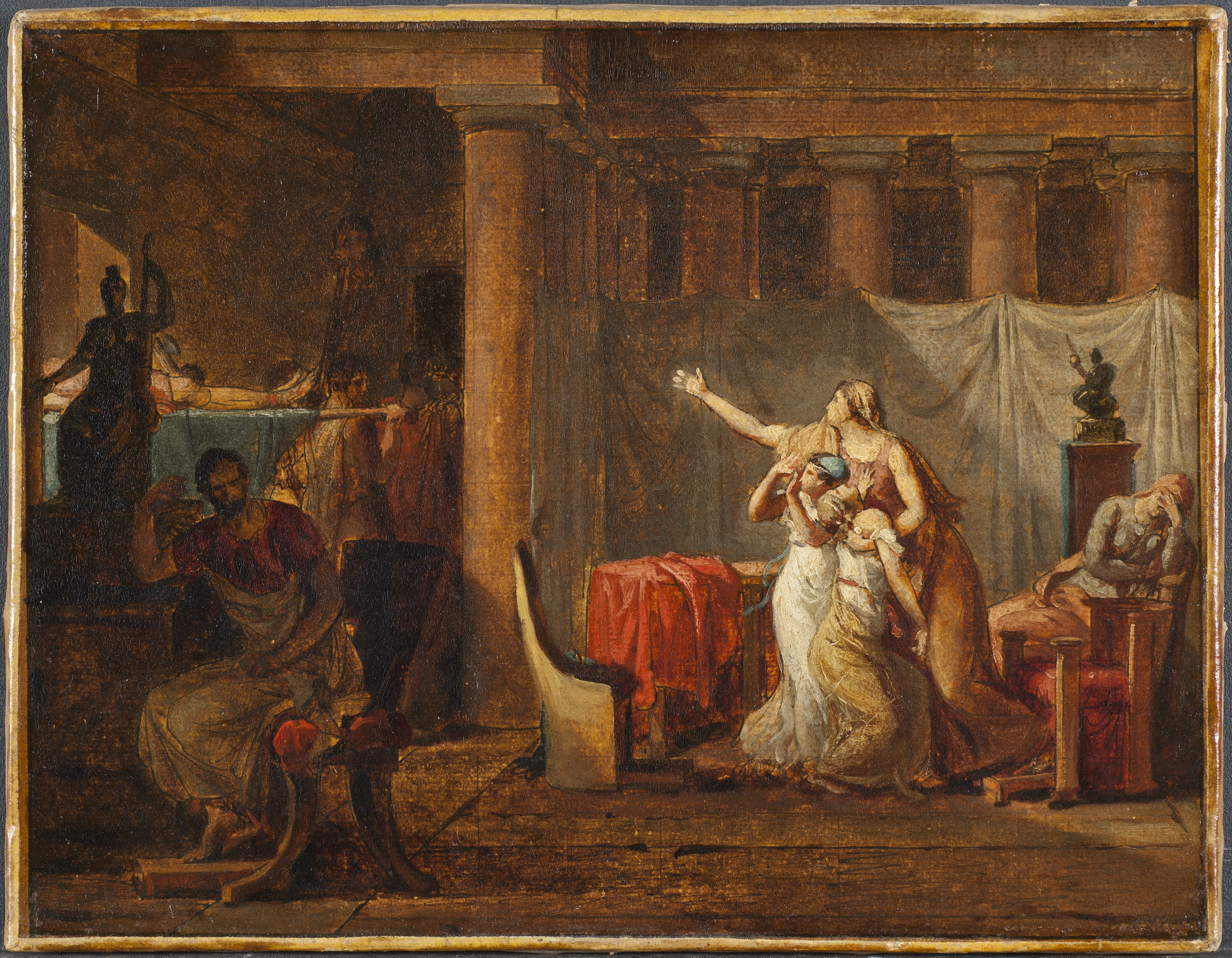
Skissen på Nationalmuseum.

Liktorerna hemför till Brutus hans söners lik (franska: Les Licteurs rapportent à Brutus les corps de ses fils) är en oljemålning av den franske konstnären Jacques-Louis David. Den målades 1789 och ställdes samma år ut på Parissalongen. Målningen är i dag utställd på Louvren i Paris. En mindre skiss (27,5 x 35 cm), målad sannolikt samma år, ingår i Nationalmuseums samlingar i Stockholm sedan 1928.
Målningen föreställer Lucius Junius Brutus, en av den romerska republikens grundare, som dömde sina egna söner till döden för landsförräderi. Brutus hade själv stiftat lagen år 509 f.Kr. Sönerna hade konspirerat mot republiken och för kung Tarquinius Superbuss återinsättande. Målningen visar stunden när liktorerna har verkställt domen och stiger in genom porten med Titus Junius Brutus och Tiberius Junius Brutus lik. Ljuset faller över Brutus hustru Vitellia och hans döttrar, medan han själv sitter orörlig i skuggan till vänster. 
Under 1780-talet skapade David några av den nyklassicismens främsta konstverk. Typiska ämnen var svåra eller olösliga moraliska konflikter, som i detta fall mellan plikterna mot familj och fosterland. David var politiskt verksam som jakobin och stödde franska revolutionen som bröt ut samma år som målningen färdigställdes. En tydlig historisk parallell finns därigenom mellan den tid tavlan skildrar och den tid David själv levde i: monarkins avskaffande och införande av republik. Efter Maximilien de Robespierres avrättning och skräckväldets slut 1794 fängslades David. Napoleon benådade dock honom och han blev sedermera propaganda- och hovmålare hos denne. 